# Preben Krab
Preben Krab, född 15 juli 1952 i Haderslev, är en dansk före detta roddare.
Krab blev olympisk bronsmedaljör i tvåa med styrman vid sommarspelen 1968 i Mexico City.